# Assassino da Rodovia New Bedford
O Assassino da Rodovia New Bedford (nos Estados Unidos, New Bedford Highway Killer), é um nome dado ao assassino em série (ou serial killer) não-identificado na qual as autoridades acreditam ser responsável pelas mortes de nove mulheres e os desaparecimentos de mais duas mulheres nas proximidades da cidade de New Bedford, no Estado de Massachusetts, nos Estados Unidos, de Abril a Agosto de 1988, nas quais as vítimas foram encontradas entre Julho de 1988 até Abril de 1989.
O assassino agiu na região de New Bedford, onde há maior comunidade portuguesa no país. Todas as vítimas eram americanas com ascendência portuguesa e conhecidas prostitutas ou toxicodependentes.
Seus estilos de vida e o facto de que tantas mulheres desapareceram da mesma área geral, como as outras vítimas, sugerem uma ligação para os homicídios.

## Desaparecimentos
Abaixo estão os desaparecimentos das mulheres, todas em 1988:
Rochelle Clifford Dopierla, de 28 anos de idade, desapareceu em Abril.
Robin Rhodes, de 28 anos, desapareceu em Abril do mesmo ano, quando foi vista pela última vez.
Deborah McConnell, de 25 anos, desapareceu em Maio.
Christine Monteiro, de 19 anos, também desapareceu em Maio.
Debra Madeiros, de 30 anos, desapareceu no dia 27 de Maio, quando foi vista pela última vez pelo seu namorado.
Marilyn Roberts, de 34 anos, desapareceu em Junho.
Dawn Mendes, de 25 anos, desapareceu no dia 4 de Julho.
Nancy Pavia, de 36 anos, desapareceu em 11 de Julho.
Deborah DeMello, de 34 anos, desapareceu no mesmo dia da Nancy Pavia em 11 de Julho.
Mary Rose Santos, de 26 anos, desapareceu em 16 de Julho, quando foi vista pela última vez.
Sandy Botelho, de 24 anos, mãe de dois filhos de sexo masculino, foi a última a desaparecer em Agosto.

## Crimes
Debra Madeiros, de 30 anos, que foi vista pela última vez pelo namorado em 27 de Maio de 1988, só foi encontrada em 2 de Julho do mesmo ano, quando seu esqueleto parcialmente vestido foi descoberto por um motorista que parou para urinar perto de uma rampa de saída em Mass Route 140. Só foi identificada em Fevereiro de 1989.
Nancy Pavia, 36 anos, que desapareceu em 11 de Julho só foi encontrada em 30 de Julho quando o corpo com estado de decomposição foi descoberto por outro motorista que parou para urinar perto de uma rampa de saída da I-195. Foi a primeira a ser identificada em Dezembro de 1988.
Deborah DeMello, 34 anos, que desapareceu no mesmo dia da Nancy Pavia em 11 de Julho, só foi encontrada em 8 de Novembro, quando seus restos mortais foram descobertos perto do local da Nancy Pavia em 30 de Julho, onde tinha sido encontrada.
Dawn Mendes, 25 anos, que desapareceu em 4 de Julho só foi encontrada em 11 de Novembro, três dias depois da Deborah DeMello, quando foi descoberto por uma equipa de trabalho ao longo da estrada I-195 deparou com os restos mortais em decomposição.
Deborah McConnell, 25 anos, que desapareceu em Maio e a terceira a desaparecer, só foi encontrada em 1 de Dezembro, quando foi descoberta por uma equipa da polícia que realizava uma pesquisa extensa na pista, encontrou o esqueleto completamente vestido, despejado fora da Route I-140.
Rochelle Clifford Dopierla, 28 anos, desaparecida desde Abril e a primeira a desaparecer, só foi encontrada em 10 de Dezembro, quando o esqueleto dela foi descoberto por caçadores em uma pedreira perto da I-195. Os restos mortais dela foram encontrados perto dos sítios (locais) onde Deborah DeMello e a Nancy Pavia, desaparecidas no mesmo dia 11 de Julho, tinham sidas encontradas.
Robin Rhodes, desaparecida desde Abril e a segunda a desaparecer, só foi encontrada em 28 de Março de 1989, quando o esqueleto dela foi encontrado fora do sul Mass Rote 140. Os restos mortais dela foram encontrados em frente à mesma estrada de onde a Debra Madeiros, desaparecida em 27 de Maio, foi encontrada em 2 de Julho de 1988.
Mary Rose Santos, 26 anos, desaparecida desde 16 de Julho, só foi encontrada em 31 de Março de 1989, quando seus restos mortais foram encontrados fora da Route 88. É a única vítima não encontrada ao lado ou perto de uma interestadual (foi encontrada ao longo da Rota 88 há várias milhas/quilômetros de New Bedford), mas a semelhança entre o crime e os outros assassinatos tornou óbvio que era o trabalho do mesmo assassino.
Sandy Botelho, 24 anos, desaparecida desde Agosto, só foi encontrada em 24 de Abril de 1989, quando os ossos da vítima foram encontrados ao longo da I-195.  Ela era mãe de dois meninos na época do desaparecimento.

## Investigações

### Início
A Polícia do Estado de Massachusetts já estava investigando quando apareceram as ossadas, que mais tarde identificaram como mulheres, no entanto não considerar ser ação de serial killer. Porém, com o aparecimento de seis corpos só com ossadas apenas em 1988, começou a investigar a ligação de desaparecimentos apenas em Dezembro do mesmo ano, quando as ossadas de Nancy Pavia, encontradas no mês de Julho foi a primeira a ser identificada. Naquele momento, outras cinco mulheres que estavam desaparecidas. Abaixo a cronologia das desaparecidas e as localizadas, investigadas pela polícia:
- Rochelle Clifford Dopierla, de 28 anos de idade, desapareceu em Abril de 1988.
- Robin Rhodes, de 28 anos, desapareceu em Abril, quando foi vista pela última vez.
- Deborah McConnell, de 25 anos, desapareceu em Maio.
- Christine Monteiro, de 19 anos, desapareceu em Maio.
- Debra Madeiros, de 30 anos, desapareceu no dia 27 de Maio, quando foi vista pela última vez pelo seu namorado.
- Marilyn Roberts, de 34 anos, desapareceu em Junho.
- Debra Madeiros, de 30 anos, foi encontrada em 2 de Julho por um motorista que parou para urinar perto de uma rampa de saída em Mass Route 140.
- Dawn Mendes, de 25 anos, desapareceu no dia 4 de Julho.
- Nancy Pavia, de 36 anos, desapareceu em 11 de Julho.
- Deborah DeMello, de 34 anos, desapareceu no mesmo dia da Nancy Pavia.
- Mary Rose Santos, de 26 anos, desapareceu em 16 de Julho, quando foi vista pela última vez.
- Nancy Pavia, 36 anos, foi encontrada em 30 de Julho, quando o corpo com estado de decomposição foi descoberto por outro motorista que parou para urinar perto de uma rampa de saída da I-195.
- Sandy Botelho, de 24 anos, desapareceu em Agosto.
- Deborah DeMello, 34 anos, que desapareceu no mesmo dia da Nancy Pavia em 11 de Julho, foi encontrada em 8 de Novembro, quando seu seus restos mortais foram descobertos perto do local da Nancy Pavia em 30 de Julho.
- Dawn Mendes, 25 anos, foi encontrada em 11 de Novembro, quando foi descoberto por uma equipa de trabalho ao longo da estrada I-195 deparou com os restos mortais.
- Deborah McConnell, 25 anos, foi encontrada em 1 de Dezembro, quando foi descoberto por uma equipa de trabalho que realizava uma pesquisa extensa na pista, encontrou o esqueleto, despejado fora da Route 140.
- Rochelle Clifford Dopierla, 28 anos, foi encontrada em 10 de Dezembro, quando o esqueleto dela foi descoberto por caçadores em uma pedreira. Os restos mortais dela foram encontrados perto do local onde Deborah DeMello e a Nancy Pavia, desaparecidas no mesmo dia 11 de Julho, tinham sidas encontradas.
- Mary Rose Santos, 26 anos, foi encontrada em 20 de Março de 1989, quando seus restos mortais foram encontrados fora da Route 88.
- Robin Rhodes, foi encontrada em 28 de Março, quando o esqueleto dela foi encontrado fora do sul Mass Rote 140.
- Sandy Botelho, 24 anos, foi encontrada em 24 de Abril, quando os ossos da vítima foram encontrados ao longo da I-195.

### Mulheres
De todas as mulheres investigadas pela Polícia do Estado de Massachusetts:
- da primeira a desaparecer (Rochelle Clifford Dopierla) e a primeira a ser localizada (Debra Madeiros), passam-se quase três meses (Abril a Julho de 1988).
- da última a desaparecer (Dawn Mendes) e a última a ser localizada (Sandy Botelho), passam-se quase cinco meses (Novembro de 1988 a Abril de 1989).
- o assassino parou fazer novas vítimas em Agosto de 1988 e depois disso nunca fez mais vítimas.

## Perfil

### Vítimas
Todas as vítimas eram mulheres jovens (de 18 a 36 anos), brancas, prostitutas, toxicodependentes, exceto uma, que era negra e outra mulata. E inclusive elas possuíam os nomes iniciais em inglês com sobrenomes de famílias com ascendência portuguesa (excerto Rochelle Clifford Dopierla, Robin Rhodes e Marilyn Roberts).
Somando-se o mistério foi o fato de que várias das vítimas poderiam ser ligadas umas as outras, embora como incomuns, que está considerando seus estilos de vida semelhantes na pequena população de New Bedford é uma questão de conjectura.
Rhodes, por exemplo, estava familiarizada com Clifford Dopierla, Nancy Paiva, Dawn Mendes e Mary Rose Santos. Clifford Dopierla foi vista pela última vez na companhia do namorado de Paiva, que foi inocentado de suspeita de duas mortes. Além disso, Christine Monteiro e Marilyn Roberts eram vizinhas.
De todas as vítimas encontradas, Christine Monteiro (19 anos, desaparecida em Maio) e 
Marilyn Roberts (34 anos, desaparecida em Junho), ambas desaparecidas em 1988, elas nunca foram vistas desde então.
Há fortes evidências dos motivos dos desaparecimentos de Monteiro e Roberts é por que provavelmente elas foram mortas pelo mesmo assassino em série. Desde então, os restos mortais delas nunca foram encontrados até hoje, provavelmente enterradas em algum lugar perto das estradas das outras vítimas encontradas.
Seus estilos de vida e o facto de que tanto as mulheres desapareceram da mesma área geral, como as outras vítimas, sugerem uma ligação para os homicídios acima. Por causa dessa complexidade desse caso, passou a ser também investigado pela FBI.

### Assassino
Provavelmente o assassino em série morava na região de New Bedford e era descendente de portugueses nos Estados Unidos, antes de cometer os crimes.
Ele agiu na região de New Bedford, onde há maior comunidade portuguesa nos Estados Unidos, onde estão localizadas todas as vítimas americanas com descendência portuguesa, todas prostitutas e toxicodependentes.
O assassino em série agiu entre de Abril a Agosto de 1988, quando foram assassinadas 11 mulheres. Depois que Debra Madeiros e Nancy Pavia serem encontradas em Julho de 1988. A polícia neste momento perseguia um assassino não-identificado, com ligação da morte delas, apesar de mais sete corpos seriam encontrados nos próximos meses.
Depois que a Sandy Botelho ser a última vítima em Agosto, o assassino terminou sua série e aparentemente mudou-se do local. A ausência de crimes depois de Setembro é provavelmente após as descobertas das ossadas da Debra Madeiros e Nancy Pavia, ele resolveu se mudar longe da região para não ser preso. Com isso, o assassino em série nunca foi preso.

## Suspeitos
A polícia de Massachusetts começou a investigar os crimes em série, interrogou testemunhas e suspeitos, mas nunca conseguiu chegar o assassino.
O namorado de Nancy Pavia foi dado como suspeito de assassinar Clifford Dopierla, pois ele foi o último a ver Pavia e ter relação de amizade com Dopierla, mas depois foi inocentado de suspeita de duas mortes.
Mesmo assim, chegou a dois suspeitos por envolvimento directo ou indirectamente antes das mulheres serem mortas.

### Anthony DeGrazia
Em Maio de 1989, um pedreiro chamado Tony DeGrazia, conhecido por prostitutas de New Bedford como "Flat Nose" ("Nariz Achatado" em inglês), foi arrestado pelo estupro violento de várias prostitutas. DeGrazia foi libertado em Janeiro de 1990 e posteriormente foi re-arrestado novamente por outro estupro. DeGrazia pagou a fiança e saiu novamente da prisão e poucos dias depois cometeu suicídio.
As autoridades investigaram sua possível ligação com os assassinatos das prostitutas de New Bedford, mas não conseguiu encontrar nenhuma evidência ligando-o aos crimes.

### Kenneth C. Ponte
Em agosto de 1990, o grande júri indiciou o advogado de New Bedford, Kenneth Ponte, 40 anos, no assassinato de Rochelle Dopierla Clifford, que havia sido espancada até a morte. Ponte tem um passado duvidoso, incluindo o uso de drogas e um incidente antes envolvendo Dopierla. A promotora (District Attorney) do condado de Bristol (Bristol County), Pina Ronald sugeriu que o Ponte havia matado Dopierla porque ela estava alegadamente a planejar expor as actividades das drogas.
A mãe de Dopierla declarou que a filha havia dado o número de telefone de Ponte, no caso que ela precisava para ser chamada. Ponte admitiu ter representado Dopierla em Abril de 1988, pouco antes de seu desaparecimento, quando ela acusou outro homem de estuprá-la.
Ponte, que se mudou para a Flórida em Setembro de 1988, entrou um pedido de "absolutely not guilty" ("absolutamente não culpado", em inglês) e pagou US$ 50.000 dólares.  Em Março de 1991, a promotora retirou as acusações de assassinato contra Ponte, alegando falta de provas.  No ano seguinte, em 1992, as acusações de drogas, assalto e restantes foram retiradas e no caso de Nova Bedford foi "cold case" (“arquivo morto” ou “caso arquivado” em inglês).
Ponte reapareceu em noticiários em Maio de 2009, em dois incidentes separados.  A polícia desenterrou a calçada e o pátio da antiga residência de Ponte em New Bedford, com uma retroescavadeira, mas foram incapazes de encontrar evidências ligando a Ponte de qualquer crime. Na manhã do dia 15 de Maio, Ponte foi arrestado por furto e foi encontrado com quatro latas de sardinha e um bloco de queijo roubado da loja Price Rite em New Bedford. Em 27 de Janeiro de 2010, Ponte foi encontrado morto em casa em New Bedford. O gabinete da promotoria do condado de Bristol suspeita o jogo sujo como causa da morte.

### Estripador de Lisboa
Houve pista de que o “Assassino da Rodovia New Bedford” pode ser o mesmo praticado fora dos Estados Unidos. Os crimes de New Bedford chegaram a ter conexão com o Estripador de Lisboa, um assassino em série não-identificado que agiu nos arredores de Lisboa, Capital de Portugal entre 1992 a 1993, acusado de matar três mulheres. Os crimes da Rodovia New Bedford e do Estripador tinham semelhanças por conta dos assassinatos das prostitutas.
Em Março de 1993, dois agentes do FBI estiveram em Lisboa, alguns dias depois do terceiro homicídio. Traziam fotos e relatórios sobre crimes idênticos em New Bedford, onde existe uma grande comunidade portuguesa, ao PJ.
O FBI relacionou os crimes do estripador com mortes semelhantes naquela cidade americana e alguns dias depois, a PJ prendeu um suspeito, mas foi logo ilibado por falta de provas. Mas em Portugal, os corpos das vítimas foram brutalmente mutilados e isso não aconteceu em New Bedford, pois os agentes do FBI retornaram aos EUA e a identidade do assassino permanece desconhecida.
Houve também uma pista de que o assassino de Bedford é o mesmo que cometeu quatro crimes semelhantes na Holanda, na República Checa, na Dinamarca e na Bélgica, entre 1993 e 1997 logo apos os crimes em Portugal .